# 博利亚斯科
博利亚斯科（義大利語：Bogliasco），是意大利利古里亚大区热那亚广域市的一个市镇，在热那亚东南11公里，毗邻的市镇包括热那亚、皮耶韦利古雷和索里。总面积4.4平方公里，人口4535人，人口密度1030.7人/平方公里（2009年）。ISTAT代码为010004。
博利亚斯科连同卡莫利、雷科、皮耶韦利古雷和索里，被称为“天堂湾”（Golfo Paradiso）。经济主要依赖旅游业。